# Real Valladolid
Real Valladolid Club de Fútbol – hiszpański klub piłkarski z siedzibą w Valladolid.

## Historia
Został założony 20 czerwca 1928, w wyniku połączenia klubów Real Unión Deportiva de Valladolid i Club Deportivo Español. Po raz pierwszy zespół awansował do Primera División w sezonie 1947/1948, kiedy to wygrał rozgrywki Segunda División. W 1950 dotarł do finału Pucharu Króla, w którym uległ Athleticowi Bilbao 1:4. Kolejne 10 lat zespół spędził w Primera División, spadł dopiero w sezonie 1957/1958, jednak szybko wrócił do 1. ligi, w czym pomógł legendarny trener i symbol klubu z Valladolid José Luis Saso. W kolejnych latach zespół balansował między Primera a Segunda División. W sezonie 1992/1993 awansował na dłuższy okres, w którym zajął najlepsze, 7. miejsce w sezonie 1996/1997. W 2004 zespół spadł z 1. ligi i w sezonie 2006/2007 występował w rozgrywkach Segunda División. W sezonie 2011/2012 drużyna z Valladolid po wygranych barażach z zespołem AD Alcorcón (1:0, 1:1) awansowała do pierwszej ligi. W dniu 3 września 2018, Real Valladolid oficjalnie poinformował, że Ronaldo nabył 51% akcji klubu przez co stał się jego właścicielem. Ronaldo wydał na akcje około 30 milionów euro. W kwietniu 2020 Ronaldo był w posiadaniu 82% akcji.

## Sukcesy
- Mistrzostwo Segunda División: 1947/1948, 1958/1959, 2006/2007
- Finalista Pucharu Króla: 1950, 1989
- Zdobywca Pucharu Ligi: 1983
- 3 razy uczestnik europejskich pucharów

## Europejskie puchary
Legenda do wszystkich tabel:
- Q – runda eliminacyjna, 1/16, 1/8, 1/4, 1/2 – odpowiednia faza rozgrywek, Grupa – runda grupowa, 1r gr – pierwsza runda grupowa, 2r gr – druga runda grupowa, F – finał, R – runda, PO – play-off
- k. – rzuty karne, los. – losowanie, Dogr. – dogrywka, w. – zasada bramek strzelonych na wyjeździe

| Sezon   | Rozgrywki                 | Runda | Przeciwnik      | Dom | Wyjazd | Ogólnie     |
| ------- | ------------------------- | ----- | --------------- | --- | ------ | ----------- |
| 1984/85 | Puchar UEFA               | 1R    | HNK Rijeka      | 1–0 | 1–4    | 2–4         |
| 1989/90 | Puchar Zdobywców Pucharów | 1R    | Ħamrun Spartans | 5–0 | 1–0    | 6–0         |
| 1989/90 | Puchar Zdobywców Pucharów | 1/8   | Djurgårdens IF  | 2–0 | 2–2    | 4–2         |
| 1989/90 | Puchar Zdobywców Pucharów | 1/4   | AS Monaco       | 0–0 | 0–0    | 0–0, k: 1–3 |
| 1997/98 | Puchar UEFA               | 1R    | Skonto          | 2–0 | 0–1    | 2–1         |
| 1997/98 | Puchar UEFA               | 2R    | Spartak Moskwa  | 1–2 | 0–2    | 1–4         |

### Szczegóły spotkań

#### Puchar UEFA1984/1985
I runda
19.09.1984 Real Valladolid – NK Rijeka 1:0 (0:0)
Bramka dla Valladolid: Da Silva (57 min.)
I runda – rewanż
03.10.1984 NK Rijeka – Real Valladolid 4:1 (3:0)
Bramka dla Valladolid: Moré (26 min.)

#### Puchar Zdobywców Pucharów1989/1990
I runda
12.09.1989 Real Valladolid – Hamrun Spartans FC  5:0 (0:0)
Bramki dla Valladolid: Albis (21, 70 min.), Roberto (22, 46 min.), Ayarza (58 min.)
I runda – rewanż
26.09.1989 Hamrun Spartans FC  –  Real Valladolid 0:1 (0:1)
Bramka dla Valladolid: Hidalgo (37 min.)
II runda
18.10.1989 Real Valladolid – Djurgĺrdens IF 2:0 (2:0)
Bramki dla Valladolid: Lundborg (31 min., samobójcza), Moya (34 min.)
II runda – rewanż
01.11.1989 Djurgĺrdens IF – Real Valladolid 2:2 (1:0)
Bramki dla Valladolid: Alberto (66, 72 min.)
Ćwierćfinał
07.03.1990 Real Valladolid – AS Monaco 0:0
Ćwierćfinał – rewanż
20.03.1990 AS Monaco – Real Valladolid 0:0, po dogrywce, karne: 3:1

#### Puchar UEFA1997/1998
I runda
16.09.1997 Real Valladolid – Skonto Ryga 2:0 (1:0)
Bramki dla Valladolid: Gomez (32 min.), Edu (60 min.)
I runda – rewanż
30.09.1997 Skonto Ryga – Real Valladolid 1:0 (1:0)
II runda
21.10.1997 Spartak Moskwa – Real Valladolid 2:0 (0:0)
II runda – rewanż
04.11.1997 Real Valladolid – Spartak Moskwa 1:2 (0:0)
Bramka dla Valladolid: Gomez (88 min.)

## Zawodnicy

### Obecny skład
Aktualny na 26 maja 2020.
| Nr | Poz. | Piłkarz                                      |
| -- | ---- | -------------------------------------------- |
| 1  | BR   | Jordi Masip                                  |
| 2  | OB   | Pedro Porro (wypożyczony z Manchesteru City) |
| 3  | PO   | Hatem Ben Arfa                               |
| 4  | OB   | Francisco José Olivas                        |
| 5  | OB   | Javi Sánchez (wypożyczony z Realu Madryt)    |
| 6  | OB   | Raúl García (wypożyczony z Getafe CF)        |
| 7  | NA   | Sergi Guardiola                              |
| 8  | PO   | Anuar Tuhami                                 |
| 9  | NA   | Enes Ünal (wypożyczony z Villarreal CF)      |
| 10 | PO   | Óscar Plano                                  |
| 11 | PO   | Pablo Hervías                                |
| 13 | BR   | José Antonio Caro                            |
| 14 | PO   | Rubén Alcaraz                                |

| Nr | Poz. | Piłkarz                                      |
| -- | ---- | -------------------------------------------- |
| 15 | PO   | Álvaro Aguado                                |
| 16 | PO   | Fede San Emeterio                            |
| 17 | OB   | Javi Moyano (kapitan)                        |
| 18 | OB   | Antonio Regal                                |
| 19 | PO   | Laureano Villa                               |
| 20 | NA   | Sandro Ramírez (wypożyczony z Evertonu F.C.) |
| 21 | PO   | Míchel                                       |
| 22 | OB   | Nacho                                        |
| 23 | PO   | Waldo Rubio                                  |
| 24 | PO   | Joaquín Fernández                            |
| 27 | OB   | Mohammed Salisu                              |
| 31 | NA   | Stiven Plaza                                 |
| 33 | PO   | Moctar Sidi El Hacen                         |

### Piłkarze na wypożyczeniu
| Nr | Poz. | Piłkarz                                                 |
| -- | ---- | ------------------------------------------------------- |
| 3  | OB   | Moisés Delgado (w Racingu Santander do 30 czerwca 2020) |